# Afasia
La afasia es un trastorno del lenguaje que se produce como consecuencia de una patología cerebral.
Se trata de la pérdida de capacidad de producir o comprender el lenguaje, debido a lesiones en áreas cerebrales especializadas en estas funciones. Es una pérdida adquirida en el lenguaje oral. Las principales causas son los accidentes cerebrovasculares y traumatismos craneoencefálicos. También puede ser resultado de tumores cerebrales, infecciones cerebrales o enfermedades neurodegenerativas, pero estas últimas son mucho menos frecuentes. El término afasia, que fue creado en 1864 por el médico francés Armand Trousseau (1801-1867), procede del vocablo griego ἀφασία, ‘imposibilidad de hablar’. La disfasia, por otro lado, es un trastorno específico en la adquisición del lenguaje.
En Estados Unidos unas 2 millones de personas tienen esta afección, 350 000 en España y unas 250 000 mantienen este diagnóstico en Gran Bretaña. Casi 180 000 personas adquieren el trastorno anualmente solo en EE. UU. Independiente de la edad cualquier persona puede desarrollarla, ya que muchas veces es causada por una lesión traumática. Sin embargo, las personas de mediana edad y adultos mayores son las más propensas a adquirirla, por ejemplo, aproximadamente el 75 % de todos los accidentes cerebrovasculares ocurren en personas mayores de 65 años. Los accidentes cerebrovasculares representan la mayoría de los casos documentados de afasia: entre el 25 % y el 40 % de las personas que sobreviven a un accidente cerebrovascular desarrollan afasia como resultado del daño en las regiones del cerebro que procesan el lenguaje.

## El hemisferio cerebral izquierdo como base del lenguaje
Aunque de apariencia similar, los hemisferios cerebrales se especializan en funciones diferentes. Una de las más conocidas es la especialización del hemisferio izquierdo en la mayoría de las personas como base del lenguaje. La comprensión de los aspectos no verbales del lenguaje y de la prosodia de este se relacionan más directamente con el hemisferio derecho. Esto es así para el 98,5 % de las personas diestras y el 70 % de las personas zurdas, estando parcial o totalmente lateralizado en el lado derecho en el resto.
El hemisferio izquierdo también se encarga de controlar la motricidad de los miembros del hemicuerpo (mitad del cuerpo) derecho. Además, las zonas motoras se encuentran físicamente cercanas a las del lenguaje, por lo que es común que algunos subtipos de afasia se acompañen de hemiparesia (debilidad motora en un hemicuerpo).

## Etiología
La afasia puede ser causada por un accidente cerebrovascular, un traumatismo craneoencefálico, una infección cerebral, una neoplasia o un proceso degenerativo.
- Accidente cerebrovascular: es la causa más frecuente de afasia, sobre todo el producido por isquemia trombótica o embolígena.
- Traumatismo craneoencefálico: provocado generalmente por un accidente.
- Infecciones localizadas o difusas del cerebro, como absceso cerebral o encefalitis.
- Tumores del sistema nervioso central.
- Enfermedades degenerativas, como la enfermedad de Alzheimer o la Enfermedad de Parkinson.[17][7]

## Clasificación
Existen dos formas básicas de afasia: la afasia de Broca y la afasia de Wernicke.

### Afasia de Broca (motora)
Se produce por lesión de la circunvolución frontal inferior (área de Broca) izquierda y áreas adyacentes. Se caracteriza por la casi imposibilidad para lograr una producción verbal fluida (apraxia del habla) y el empleo de frases cortas y gramaticales (agramatismo), que son producidas con gran esfuerzo y aprosodia.
La afasia de Broca, por lo tanto, se caracteriza por ser una afasia no fluida. Por ejemplo, una persona con afasia de Broca puede decir, "caminar perro", pero en realidad está tratando de decir que sacará al perro de paseo. La misma oración también podría significar "¿usted saca al perro a caminar?" o "el perro salió caminando al patio", dependiendo de las circunstancias.
También suelen estar alteradas la denominación, la lectura (alexia) y la escritura (agrafia).
En la afasia de Broca la comprensión es mejor que la expresión, aunque esta puede estar alterada en distintos grados. Debido a ello, los sujetos pueden ser conscientes de sus dificultades y frustrarse fácilmente por sus problemas de lenguaje. Suele acompañarse de paresia del hemicuerpo derecho.
Sintetizando, los síntomas de una afasia de Broca son los siguientes:
- El paciente habla poco y tiene conciencia de sus errores.
- Tiene problemas para encontrar las palabras deseadas.
- Existen defectos verbales-articulatorios.
- Realiza grandes esfuerzos para acompasar la lengua, la faringe y la laringe.
- Las palabras que emite están deformadas, y se han eliminado de su discurso aquellas más complicadas.
- La gramática es de una enorme simplicidad, sobre todo en lo referente a elementos de enlace (preposiciones, conjunciones...).
- El estilo, en general, es del tipo telegráfico.
- La comprensión del lenguaje es casi normal.

### Afasia de Wernicke (sensorial)
Se produce por lesión de áreas temporo-parietales (área de Wernicke). Se caracteriza por una deficiencia en la comprensión y un habla fluida incoherente. Los individuos con este tipo de afasia pueden hablar con oraciones largas (logorrea), que no tienen ningún significado; agregan palabras innecesarias y neologismos y cambian unas palabras por otras (parafasias). Esto hace que su habla alguna vez haya sido denominada como "de ensalada de palabras". En algunos casos el número de sustituciones puede ser tan grande que hace el habla ininteligible (jergafasia).
Por ejemplo, alguien con afasia de Wernicke puede decir, Usted sabe que el pichicho locucio y que quiero rodearlo y atenderlo como usted desea anteriormente, pero que en realidad significa "el perro necesita ir fuera, así que lo llevaré a dar un paseo".
Los individuos con afasia de Wernicke tienen generalmente grandes dificultades para comprender y entender el habla; incluyendo la propia y, por lo tanto, no son conscientes de los errores que cometen al comunicarse (anosognosia).
En la afasia de Wernicke también suele estar alterada la repetición, pero la denominación por confrontación visual suele ser normal. El grado de alteración de comprensión lectora es muy variable, pudiendo en algunos casos llegar a utilizarse como método compensatorio en la rehabilitación.
Estos individuos por lo general no presentan ninguna debilidad corporal porque su lesión cerebral no está cerca de las partes del cerebro que controlan los movimientos.
Los síntomas son los siguientes:
- El paciente habla mucho, como si estuviese alterado.
- Las palabras que usa están transformadas, cambiadas de lugar y alteradas en su fonética.
- El paciente no entiende lo que se le dice ni es consciente de sus errores.

Además de estas dos formas básicas de afasia (afasias primarias) existen otras alteraciones en el lenguaje consecuentes a patologías cerebrales, pero que alteran los mecanismos necesarios para producir el lenguaje (afasias secundarias) o el control ejecutivo del lenguaje (afasia disejecutiva). En casos de lesiones cerebrales extensas, puede existir una pérdida global del lenguaje (afasia global).

### Afasia de conducción
Se considera usualmente que se produce como consecuencia de una lesión del fascículo arqueado, que conecta el área de Broca y de Wernicke. Su principal característica es una incapacidad para la repetición. La producción verbal contiene un número importante de parafasias; es más fluida que en la afasia de Broca, pero menos que en la de Wernicke. Debido a esto se realizan muchas pausas en un intento de encontrar las palabras adecuadas.
Así, un paciente con afasia de conducción emite frases de tres, cuatro y cinco palabras, una melodía más o menos normal, con relativamente poco esfuerzo al hablar y buena articulación. No suelen mostrar déficits sintácticos. La comprensión del lenguaje oral es variable, aunque fundamentalmente preservada. La lectura en voz alta y la escritura están alteradas, pero la comprensión lectora suele estar conservada. No suele haber paresia del hemicuerpo en la fase crónica, aunque es común que la haya en la fase aguda, recuperándose posteriormente.
La afasia de conducción suele acompañarse de apraxia.

### Afasia transcortical (extrasilviana) motora o dinámica
Aparece por lesiones en prefrontales izquierdas. El paciente con afasia transcortical motora o afasia dinámica sufre una reducción importante del habla espontánea: es dificultosa, escasa, disprosódica y generalmente compuesta de frases cortas. Esto contrasta con su repetición, ya que pueden llegar a repetir frases bastante largas.
Sería, por tanto, similar a la afasia de Broca, aunque más leve y con la repetición conservada. La comprensión está preservada y conservan la capacidad de denominación, aunque suelen necesitar ayudas articulatorias. Se ha propuesto que puede interpretarse como un síndrome disejecutivo que afecta los procesos verbales por lo cual se ha sugerido la denominación de "afasia disejecutiva".

### Afasia anómica
Anomia es un nombre descriptivo para referirse a los defectos para hallar palabras. Puede ocurrir por lesiones en muy diversas localizaciones o ser el déficit residual de la evolución de una afasia de otro tipo tras un proceso de rehabilitación. La afasia anómica se caracteriza por una importante dificultad en la denominación, junto a una expresión fluida, una comprensión relativamente preservada y una capacidad para la repetición casi normal.

### Afasia global
Se utiliza dicho término para denominar el tipo de afasia en el que tanto la comprensión como la expresión están alteradas, compartiéndose por tanto rasgos de la afasia de Broca y de la afasia de Wernicke. Se produce generalmente como consecuencia de accidentes cerebrovasculares que comprometen el territorio de la arteria cerebral media izquierda. En un primer momento, suele aparecer un mutismo total, pasando luego a cierta verbalización. Estas verbalizaciones suelen ser esterotipias verbales repetitivas y pueden presentarse como sílabas sueltas (por ejemplo, el paciente puede que diga únicamente "ta ta ta ta") a las que se dota de entonación e inflexión expresiva o palabras o frases sencillas completas.
La comprensión, aunque permanece siempre muy deficitaria, puede recuperarse más que la expresión, evolucionando tras la recuperación (especialmente con rehabilitación) a una afasia de Broca grave.

## Tratamiento
En algunos casos un individuo se recuperará completamente de la afasia sin tratamiento. Este tipo de recuperación espontánea ocurre generalmente después de sufrir un ataque transitorio isquémico (AIT), una clase de accidente cerebrovascular en el que el flujo sanguíneo que va al cerebro es momentáneamente interrumpido, pero restaurado rápidamente. En estas circunstancias, la capacidad del lenguaje puede regresar en unas pocas horas o unos pocos días. Sin embargo, en la mayoría de los casos de afasia, la recuperación de la capacidad del lenguaje no es tan rápida, ni mucho menos tan completa.
Mientras muchos individuos con afasia también experimentan un período de recuperación espontánea parcial (en el cual algunas de las capacidades del lenguaje retornan durante unos pocos días o un mes después de la lesión cerebral), siempre quedarán secuelas del desorden. En estos casos, la terapia de habla y lenguaje es útil. La recuperación sigue generalmente durante un período de dos años.
La mayoría de las personas creen que el tratamiento más eficaz empieza a principios del proceso de recuperación. Algunos de los factores que influyen en la mejora incluyen la causa del daño cerebral, el área del cerebro que estaba dañada, el grado de lesión cerebral y la edad y salud del individuo. Factores adicionales incluyen motivación, el entorno, el nivel educacional o la capacidad del sujeto para darse cuenta de sus propios déficits.
La terapia para superar la afasia se concentra en mejorar la capacidad de un individuo de comunicarse usando el resto de las capacidades de comunicación que tiene el paciente, restaurar y/o compensar las funciones dañadas, siendo en algunos casos imprescindible aprender otros métodos para comunicarse.
El tratamiento puede ofrecerse en forma individual o en grupo. La terapia individual se enfoca en las necesidades específicas de la persona. La terapia grupal se debe utilizar como complemento de la individual y nunca como un sustitutivo. Esta se centra en ofrecer oportunidades comunicativas dentro de un entorno cómodo y adecuado para el paciente.
Las comunidades de accidentes cerebrovasculares, grupos regionales de apoyo, son formadas por individuos que han tenido un accidente cerebrovascular, y están disponibles en la mayoría de las principales ciudades. Estos grupos o comunidades también ofrecen la oportunidad de probar nuevas aptitudes de comunicación. Además, pueden ayudar al individuo y a su familia a ajustarse a los cambios que involucra sufrir un accidente cerebrovascular y tener afasia. La participación familiar es un componente crucial en el tratamiento de la afasia, para que así los miembros de la familia puedan aprender la mejor manera de comunicarse con la persona querida.
Así, en el actual tratamiento de la afasia (en su fase postaguda), son indispensables tanto la actuación de un neuropsicólogo (para el tratamiento de las memoria, atención, funciones ejecutivas, etc.), como la de un logopeda (para el tratamiento de la voz, habla, lenguaje y deglución). Y, además, colaboran el terapeuta ocupacional, el fisioterapeuta, musicoterapeuta y el psicólogo clínico.
La familia puede hacer las siguientes cosas para colaborar con el tratamiento del paciente:
- Simplificar el lenguaje a través del uso de oraciones cortas y sin complicaciones.
- Repetir el contenido de las palabras o señalar palabras claves para aclarar el significado de la oración, según sea necesario.
- Mantener un tipo de conversación natural y apropiada para un adulto.
- Minimizar al máximo las distracciones, como por ejemplo el ruido de una radio, siempre que sea posible.
- Incluir a la persona con afasia en las conversaciones.
- Preguntar y valorar la opinión de la persona con afasia, especialmente respecto a los asuntos familiares.
- Estimular cualquier tipo de comunicación, ya sea hablada, gestual, señalando o dibujando.
- Evitar corregir el habla del individuo.
- Permitirle a la persona con afasia todo el tiempo que necesite para conversar.
- Ayudar al individuo a participar en actividades fuera del hogar. Busque grupos de apoyo como las comunidades de personas que han sufrido un accidente cerebrovascular.
- Prestar más atención a todos los elementos comunicativos de naturaleza no verbal que el paciente pueda transmitirnos.